# Washington González
Washington González (Florida, 6 de diciembre de 1955) es un exfutbolista uruguayo, que jugaba como defensa lateral o centrocampista por la banda. Con la selección uruguaya ganó la Copa América 1983.

## Selección nacional
Con la Selección de fútbol de Uruguay ganó la Copa América 1983 y completó un total de 32 encuentros internacionales disputados.

### Participaciones en Copa América
| Copa              | Sede          | Resultado    | PJ (G) |
| ----------------- | ------------- | ------------ | ------ |
| Copa América 1979 | Sin sede fija | Primera fase | 2 (0)  |
| Copa América 1983 | Sin sede fija | Campeón      | 8 (0)  |

## Clubes
| Club              | País      | Año       | Goles | Partidos |
| ----------------- | --------- | --------- | ----- | -------- |
| Defensor          | Uruguay   | 1975—1979 | 47    | 2        |
| Nacional          | Uruguay   | 1980—1984 | 196   | 14       |
| Racing            | Argentina | 1985      | 38    | 3        |
| Parramatta Eagles | Australia | 1986—1991 |       |          |

## Palmarés

### Campeonatos nacionales
| Título                      | Club              | País    | Año  |
| --------------------------- | ----------------- | ------- | ---- |
| Primera División de Uruguay | Defensor Sporting | Uruguay | 1976 |
| Primera División de Uruguay | Nacional          | Uruguay | 1980 |
| Liguilla                    | Nacional          | Uruguay | 1982 |
| Primera División de Uruguay | Nacional          | Uruguay | 1983 |
| Torneo Estadio Centenario   | Nacional          | Uruguay | 1983 |

### Copas internacionales
| Título                | Club                           | País                           | Año  |
| --------------------- | ------------------------------ | ------------------------------ | ---- |
| Copa Libertadores     | Nacional                       | Uruguay                        | 1980 |
| Copa Intercontinental | Nacional                       | Uruguay                        | 1980 |
| Copa América          | Selección de fútbol de Uruguay | Selección de fútbol de Uruguay | 1983 |